# Millerton, Oklahoma
Millerton är en kommun (town) i McCurtain County i Oklahoma. Vid 2020 års folkräkning hade Millerton 215 invånare.